# Коляденко, Ирина Владимировна
Ирина Владимировна Коляденко (укр. Коляденко Ірина Володимирівна; род. 28 августа 1998, Радомышль, Житомирская область) — украинская спортсменка, борец вольного стиля, трёхкратный чемпион Европы (2021, 2023, 2024), серебряный призёр чемпионата мира 2019 года и бронзовый призёр чемпионата Европы 2020 и 2025 годов, серебряный призёр Олимпийских игр 2024 года, бронзовый призёр Олимпийских игр 2020.

## Биография
Воспитанница Радомышльской ДЮСШ, чемпионка младших возрастных категорий.
На международных соревнованиях выступает с 2017 года. Бронзовый призёр чемпионата мира среди молодёжи 2018 года и среди спортсменов младше 23-х лет.
На предолимпийском чемпионате мира в Казахстане в 2019 году в весовой категории до 65 кг, Ирина вышла в финал, где уступила спортсменке из России Инне Тражуковой и завоевала серебряную медаль турнира.
В феврале 2020 года на чемпионате континента в итальянской столице, в весовой категории до 65 кг Ирина в схватке за бронзовую медаль поборола спортсменку из Румынии и завоевала бронзовую медаль чемпионата Европы.
На чемпионате Европы 2021 года, который проходил в апреле в Варшаве, в весовой категории до 62 кг, украинская спортсменка завоевала золотую медаль и впервые в карьере стала чемпионкой континента.
4 августа 2021 года стала бронзовым призёром Олимпийских игр в Токио.
В 2023 году выиграла бронзовую медаль на чемпионате мира, добыв лицензию для участия сборной Украины на Олимпийских играх в Париже в весе до 62 кг. 10 августа 2024 года стала обладателем серебряной олимпийской медали.
В апреле 2025 года на чемпионате Европы в Братиславе в весовой категории до 65 кг завоевала бронзовую медаль. В схватке за третье место одолела соперницу из Венгрии Энико Элекес.

## Награды
- Орден «Орден княгини Ольги» II степени (23 августа 2024) — за достижение высоких спортивных результатов на ХХХІІІ летних Олимпийских играх в городе Париже (Французская Республика), проявленные самоотверженность и волю к победе, утверждение международного авторитета Украины[2].
- Орден «Орден княгини Ольги» III степени (16 августа 2021) — за достижение высоких спортивных результатов на ХХХІІ летних Олимпийских играх в  городе Токио (Япония), проявленные самоотверженность и волю к победе[3].
- Почётный гражданин Ирпеня (2021)[4]